# Luca Turilli
Luca Turilli (ur. 5 marca 1972 w Trieście we Włoszech) – włoski muzyk, kompozytor i autor tekstów.
Muzyką zainteresował się jako nastolatek – w wieku 14 lat zaczął grać na flecie, a w wieku 16 kupił swoją pierwszą gitarę. Szybko zainteresował się również instrumentami klawiszowymi, potrafi też śpiewać.
Współzałożyciel włoskiego zespołu Rhapsody, od 2005 roku nagrywa w ramach projektu Luca Turilli’s Dreamquest, wydał także trzy albumy solowe.
W 2011 roku Turilli odszedł z zespołu Rhapsody of Fire. Jak poinformowano na stronie grupy – dostał on pozwolenie na stworzenie nowego zespołu ze słowem "Rhapsody" w nazwie. Pod koniec roku muzyk powołał zespół pod nazwą Luca Turilli’s Rhapsody.

## Dyskografia
Albumy solowe
| King of the Nordic Twilight             | - Data: 23 listopada 1999 - Wydawca: Limb Music GmbH | 53  | –   |
| Prophet of the Last Eclipse             | - Data: 26 listopada 2002 - Wydawca: Limb Music GmbH | 93  | 122 |
| The Infinite Wonders of Creation        | - Data: 6 czerwca 2006 - Wydawca: Magic Circle Music | 100 | 138 |
| „–” oznacza, że album nie był notowany. |                                                      |     |     |

Inne
| Album                     | Rok  | Uwagi                                                 | Źródło |
| ------------------------- | ---- | ----------------------------------------------------- | ------ |
| Dyslesia – Who Dares Wins | 2001 | gościnnie gitara w utworze "Unknown Fighter"          | [ 13 ] |
| Kamelot – Epica           | 2003 | gościnnie gitara w utworze "Descent of the Archangel" | [ 14 ] |